# Mas Borracho
Mas Borracho è il quarto album del gruppo hardcore funk metal Infectious Grooves, pubblicato nel 2000 dall'etichetta discografica Suicidal Records.
L'album contiene anche l'EP Pneumonia con cinque tracce inedite di gruppi correlati ai membri della band: Suicidal Tendencies, My Head, No Mercy Fool!, Creeper e Cyco Miko.

## Tracce
1. Citizen of the Nation (Mike Muir, Dean Pleasants, Adam Siegel, Robert Trujillo) – 4:24
2. Just a Lil Bit (Muir, Pleasants) – 3:38
3. Lock It in the Pocket (Muir, Pleasants, Siegel, Trujillo) – 3:36
4. Good for Nothing (Muir, Pleasants, Siegel, Trujillo) – 4:26
5. Borracho (Muir, Pleasants, Siegel, Trujillo) – 4:06
6. Good Times Are out to Get You (Muir, Pleasants) – 3:14
7. Wouldn't You Like to Know (Muir, Pleasants, Siegel, Trujillo) – 2:55
8. Going, Going, Gone (Muir, Pleasants, Siegel, Trujillo) – 5:28
9. 21st Century Surf Odyssey (Muir, Pleasants) – 2:46
10. Please Excuse This Funk Up (Muir, Pleasants) – 4:37
11. Fill You Up (Muir, Pleasants) – 4:50
12. What Goes Up (Muir, Pleasants) – 3:55
13. Leave Me Alone (Muir, Pleasants, Siegel, Trujillo) – 7:08

### EPPneumonia
1. Suicidal Tendencies — Su Casa Es Mi Casa (Muir, Mike Clark) – 4:11
2. My Head — The Beard (Siegel, Silva) – 3:41
3. No Mercy Fool! — Choosin' My Own Way of Life (Muir, Clark) – 2:43
4. Creeper — Rollin' in the Rain (Jensen, Nicholas) – 4:57
5. Cyco Miko — Strugglin' (Muir) – 3:01

## Formazione
- Mike Muir - voce
- Robert Trujillo - basso
- Dean Pleasants - chitarra
- Adam Siegel - chitarra, tastiere
- Brooks Wackerman - batteria

### Musicisti ospiti
- Josh Paul - basso su EP Pneumonia
- Herman Jackson - tastiere